# Ercan nemzetközi repülőtér
Az Ercan nemzetközi repülőtér  (törökül Ercan Uluslararası Havalimanı; (IATA: ECN, ICAO: LCEN)) Észak-Ciprus elsődleges polgári repülőtere és egyetlen nemzetközi repülőtere. Nicosiától körülbelül 13 km-re keletre terül el, Tymvou falu közelében. Ismert Lefkoşa repülőtér néven is, Nicosia török neve után. A repülőteret Fehmi Ercan török pilótáról nevezték el, aki 1974-ben, Észak-Ciprus török megszállásakor vesztette életét.
Észak-Ciprus vitatott politikai helyzete miatt az összes innen induló járatnak le kell szállnia Törökország egyik repülőterén, mielőtt a célállomásra megy. Ugyanez érvényes Famagusta kikötőjére is.

## Története

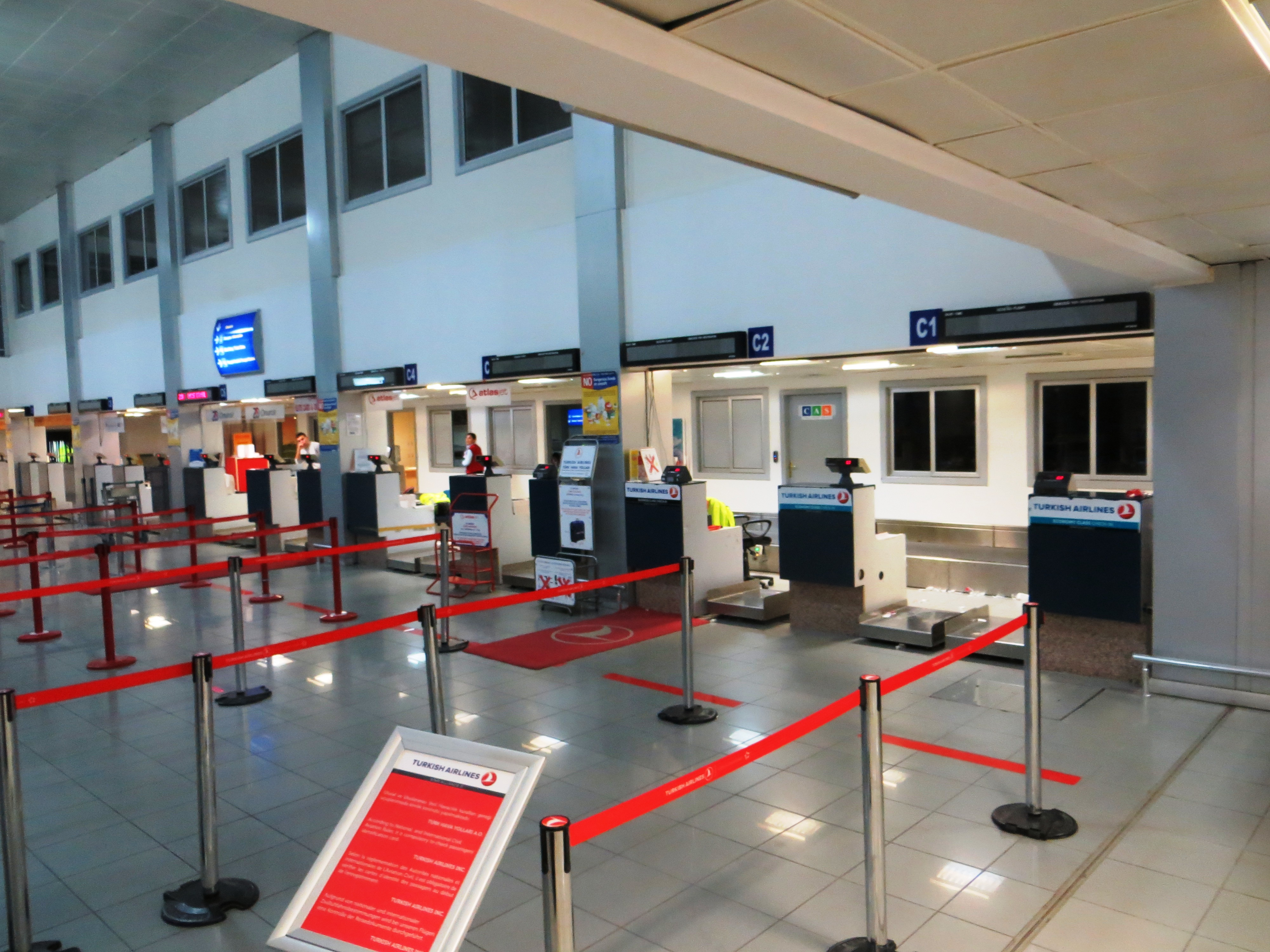
Utasfelvétel

A repülőtér elődjét, a Tymvou repülőteret a britek építették az akkori brit gyarmat Cipruson a II. világháború idején, katonai repülőtérként. Az ország függetlenné válása után nem használták. Ciprus 1974-es török megszállása és a sziget görög és török részre felosztása után bővítették, mára Észak-Ciprus legfőbb polgári repülőtere lett. Mivel Észak-Ciprust nemzetközileg nem ismerik el független országként, az innen induló járatoknak érinteniük kell Törökország egyik repülőterét. 2006-ban a török kormány tárgyalásokat kezdeményezett ennek a szabálynak a megszüntetéséről, hogy az Ercan repülőtér és a Famagusta kikötő közvetlen nemzetközi járatokat üzemeltethessen.
Tervekben szerepel a repülőtér privatizálása és bővítése. A repülőtérnek jelenleg 2,5 km hosszú kifutója és hét gépnek helyet adni képes forgalmi előtere van. A kifutó nagy gépek landolásához megfelelő hosszú, de a felszállásukhoz nem. Az új kifutón kívül új forgalmi előtér és terminál építése is szerepel a tervekben, mely megkétszerezhetné a forgalmat.

## Légitársaságok
Minden menetrend szerinti nemzetközi járat Törökországon keresztül közlekedik.
| Légitársaság                              | Célállomások |
| ----------------------------------------- | --- |
| AtlasGlobal                               | Adana, Antalya, Isztambul-Atatürk, Izmir, London-Luton, Teherán-Imam Khomeini                                                                                                 |
| Borajet                                   | Adana, Antalya, Isztambul-Sabiha Gökçen, Hatay, Kayseri |
| Corendon Airlines                         | Antalya, Brüsszel, Koppenhága |
| Corendon Dutch Airlines                   | Amszterdam |
| Freebird Airlines                         | Antalya Szezonális charter: Amszterdam, Belgrád, Berlin-Tegel, Brüsszel, Budapest, Düsseldorf, Hamburg, Ljubljana, München, Párizs-Charles de Gaulle, Stuttgart, Bécs, Zürich |
| Onur Air                                  | Isztambul-Atatürk, Trabzon Szezonális charter: Pozsony, Glasgow-International, Ljubljana, Manchester                                                                          |
| Pegasus Airlines                          | Adana, Ankara, Antalya, Gaziantep, Hatay, Isztambul-Sabiha Gökçen, Izmir, London-Stansted                                                                                     |
| Turkish Airlines                          | Isztambul-Atatürk, Isztambul-Sabiha Gökçen |
| Turkish Airlines üzemelteti az AnadoluJet | Ankara, Hatay |

## Forgalom
Az utasforgalom az elmúlt években az alábbi módon változott:
| Utasok száma | 331 036 | 499 410 | 740 003 | 856 202 | 1 021 966 | 1 864 267 | 2 777 148 | 3 628 887 | 946 986 | 2 181 947 |
|              | 1988    | 1992    | 1996    | 2000    | 2004      | 2008      | 2012      | 2016      | 2020    | 2024      |

## Fordítás
Ez a szócikk részben vagy egészben  az   Ercan International Airport című angol Wikipédia-szócikk ezen változatának fordításán alapul.  Az eredeti cikk szerkesztőit annak laptörténete sorolja fel. Ez a jelzés csupán a megfogalmazás eredetét és a szerzői jogokat jelzi, nem szolgál a cikkben szereplő információk forrásmegjelöléseként.

## További hivatkozások
- Hivatalos oldal (török)
- A repülőtér aktuális időjárása a NOAA/NWS-től
- Baleset- és repülőesemény-történet az Aviation Safety Network adatbázisában